# Manuel García Barzanallana
Manuel García-Barzanallana y García de Frías (Madrid, 17 de agosto de 1817-Madrid, 29 de enero de 1892) fue un hacendista y político español.  

## Biografía
Hijo del político y jefe de aduanas asturiano Juan García Barzanallana, estudió en varias ciudades para terminar haciendo Derecho en Barcelona donde termina la carrera a los veintitrés años. Tras un inicial ejercicio de la abogacía en Madrid, con veintisiete años ingresa en la hacienda como oficial tercero, siendo —en 1845— subdirector tercero de la Dirección de Aduanas.
Adscrito al Partido Moderado, ingresa en el Congreso de los Diputados en 1846 por el ayuntamiento de Cangas de Tineo. En 1847 es jefe tercero de negociado de la Sección IV del Ministerio de Hacienda. Seis años después, es designado director general de Contabilidad y director general de Aduanas, cesando de ambos cargos en 1854.
Es nombrado ministro de Hacienda por primera vez el 12 de octubre de 1856 ocupando su puesto por un año. Vuelve a ostentar la cartera de Hacienda en septiembre de 1864, año en el que es designado senador vitalicio. Es designado ministro —de nuevo— en julio de 1866 donde permanece por un largo año y medio, al término del cual la Reina le otorga el título de marqués de Barzanallana. Líder del partido durante el reinado de Amadeo I, tras la restauración borbónica en España, es —de nuevo— senador por Oviedo y, más tarde, por derecho propio. Miembro entonces del Partido Liberal-Conservador, es designado en 1875 presidente del Consejo de Estado, cargo que desempeñó durante seis años; de forma simultánea, fue senador por Asturias y presidente del Senado. Sería presidente del Consejo de Estado en dos ocasiones más: entre 1884 y 1886, y de 1890 a 1892.
Le sobrevivió su hermano, José García Barzanallana, que también desempeñó simultáneamente una larga carrera política, siendo ministro de Hacienda, presidente del Senado, gobernador del Banco de España y presidente del Tribunal de Cuentas, así como diputado y senador.
Fue caballero del Toisón de Oro y de la Orden de Carlos III.